# Erin Cleaver
Erin Cleaver (Tamworth, Nova Gal·les del Sud, 6 de febrer de 2000) és una atleta paralímpica australiana amb paràlisi cerebral. Ella va representar a Austràlia als Jocs Paralímpics de Rio de Janeiro 2016 en l'atletisme.
Va néixer amb paràlisi cerebral i hemiplegia del costat dret, que afecta el moviment del seu braç i cama drets. La seva família es va mudar a Newcastle, Nova Gal·les del Sud.Va assistir a Hunter Sports High School.
Va començar a practicar l'atletisme mentre era en l'escola primària a Barraba, Nova Gal·les del Sud. Al 2010, va començar a practicar l'atletisme amb una discapacitat i va ser classificada com a atleta T 38. Als Campionats Mundials d'Atletisme del IPC de 2015 a Doha, Cleaver va competir en tres esdeveniments. Va acabar cinquena en els 100 metres femenins T38, quarta al salt de llargada femení T38, i va competir en el relleu femení de 4 x 100 metres (T35-38) a on el seu equip va ser desqualificat per un canvi de testimoni fora de la zona de presa de possessió.
Al 2015, va ser premiada amb l'Acompliment Individual Excel·lent per un atleta de l'Acadèmia en els Premis de l'Acadèmia d'Esports Hunter de 2015.
Als Jocs Paralímpics de Rio de Janeiro 2016, Cleaver va competir en la prova de salt de llargada T38, on va quedar en cinquè lloc. També va competir en el relleu T35-38 4 × 100 metres en un equip amb Brianna Coop, Jodi Elkington-Jones, Isis Holt, Torita Isaac i Ella Pardy a on es van col·locar en tercer lloc en la general.
Als Campionats Mundials d'Atletisme Paralímpic de 2017 a Londres, va guanyar la medalla de plata al salt de llargada T38 amb un salt de 4,61m i va acabar setena als 100m T38.